# The Mastery of John Coltrane Vol. IV: Trane's Modes
| Recensione                          | Giudizio |
| ----------------------------------- | -------- |
| AllMusic                            | [ 1 ]    |
| The Rolling Stone Jazz Record Guide | [ 2 ]    |

The Mastery of John Coltrane, Vol. IV: Trane's Modes è un doppio album compilation del musicista jazz John Coltrane, che contiene materiale di varia provenienza registrato nel 1961, ma rimasto inedito fino al 1979 quando venne pubblicato su disco dalla Impulse! Records (IZ 9361).

## Il disco
Tutte le tracce erano precedentemente inedite, all'epoca della pubblicazione. Attualmente, Africa (First Version) e The Damned Don't Cry sono reperibili nella versione ampliata su due CD di Africa/Brass, mentre tutti i brani dal vivo sono stati inclusi nell'album The Complete 1961 Village Vanguard Recordings.

## Tracce
1. Impressions (Take 1) – 8:50
2. Miles' Mode – 10:00
3. Chasin' Another Trane – 15:34
4. Greensleeves (Take 2) – 4:50
5. Impressions (Take 2) – 10:55
6. Naima – 7:39
7. Africa (First Version) – 14:06
8. The Damned Don't Cry – 7:38

## Formazione
- John Coltrane – sax tenore e soprano
- Eric Dolphy – sax contralto, ancia
- Booker Little (7–8), Freddie Hubbard (7–8) – tromba
- Donald Corrado (7–8), Jimmy Buffington (7–8), Julius Watkins (7–8) – corno inglese
- Charles Greenlee (7–8), Julian Priester (7–8) – eufonio
- Garvin Bushell (7–8), Pat Patrick (7–8) – ancia
- McCoy Tyner – pianoforte
- Jimmy Garrison (1–2, 5), Reggie Workman (3–4, 6–8), Paul Chambers (7–8) – contrabbasso
- Elvin Jones – batteria